# Армійська група «Раус»
Армі́йська гру́па «Раус» (нім. Armeegruppe Raus) — оперативне об'єднання Вермахту, армійська група в роки Другої світової війни.

## Райони бойових дій
- СРСР (південний напрямок) (26 липня — 17 серпня 1944)

## Командування

### Командувачі
- генерал танкових військ Ергард Раус (нім. Richard Ruoff) (26 липня — 17 серпня 1944)

## Бойовий склад армійської групи «Раус»
Формування управління, забезпечення та підтримки
- 306-те головне артилерійське командування (HArko 306);
- 1-ше управління постачання танкової армії (Panzer-Armee-Nachschubführer 1);
- 492-й армійський топографічний відділ (Armeekartenstelle 492);
- 531-ша комендатура тилу (Korück 531);
- 1-й танковий армійський полк зв'язку (Panzer-Armee-Nachrichten-Regiment 1).

- 17-та армія (17. Armee);
- 1-ша угорська армія (1. ungarische Armee);